# رزم أباد (شنبة)
رزم أباد (بالفارسية: رزم‌آباد) هي قرية تقع في إيران في قسم شنبة الريفي. يقدر عدد سكانها بـ 29 نسمة .